# Aldude
Aldude (en francès i oficialment Aldudes), és una comuna de la Nafarroa Beherea (Baixa Navarra), un dels set territoris que formen Euskal Herria, al departament dels Pirineus Atlàntics i a la regió de la Nova Aquitània. Limita amb les comunes de Banka a l'est i Urepele al sud.

## Demografia
| 1896 | 1901 | 1926 | 1962 | 1968 | 1975 | 1982 | 1990 | 1999 |
| --- | ---- | ---- | ---- | ---- | ---- | ---- | ---- | ---- |
| 1150 | 1077 | 980  | 807  | 718  | 586  | 483  | 433  | 395  |
| A partir de 1962, el cens té en compte la població resident definida com a "Population sans doubles comptes" per l'INSEE |      |      |      |      |      |      |      |      |